# Jānis Baumanis
Jānis Baumanis, né le 15 juin 1992 à Mārupe, est un pilote automobile letton de rallycross.

## Biographie
Jānis Baumanis fait ses débuts internationaux en 2014 dans le Championnat d'Europe de rallycross dans la catégorie Super1600. Troisième en 2014, il est sacré champion d'Europe en 2015. Cette même année, il fait également quelques apparitions en championnat du monde, dans la catégorie principale Supercar, où il termine notamment quatrième du WorldRX d'Argentine.
Titulaire au sein du WorldRX Team Austria pour la saison 2016 du championnat du monde, il se qualifie souvent pour les demi-finales, mais ne parvient à entrer qu'en finale, une seule fois, à Barcelone, où il termine quatrième.
Pour la saison 2017, il conduira une Ford Fiesta RXS Supercar au côté de Timur Timerzyanov dans l'équipe STARD avec comme sponsor principal Loco Energy Drinks.

## Résultats en compétition automobile
- 2014 : 
  - Championnat d'Europe de rallycross Super1600, 3e (trois victoires)
- 2015 : 
  - Championnat d'Europe de rallycross Super1600, Champion (deux victoires)
  - Championnat d'Europe de rallycross Supercar, 14e (une course, un podium)
  - Championnat du monde de rallycross FIA Supercar, 20e (trois courses)
- 2016 : 
  - Championnat du monde de rallycross FIA Supercar, 9e